# Tolsti adenij
Tolsti adenij, tudi puščavska roža (znanstveno ime Adenium obesum) je sočnica z zadebeljenim steblom in rdečimi cvetovi iz družine pasjestrupovk, znana tudi pod imeni Sabi Star, Kudu in puščavska roža. Ker je pod pojmom puščavska roža znanih več vrst rastlin in nekaterih snovi, je bolj primerno ime za rastlino tolsti adenij.
Podvrste:
- Adenium obesum subsp. obesum (Mavretanija in Senegal, do Sudana),
- Adenium obesum subsp. oleifolium (Južna Afrika, Bocvana),
- Adenium obesum subsp. socotranum (Sokotra),
- Adenium obesum subsp. somalense (vzhodna Afrika)

Raste v območju sahela (ekoklimatska in biogeografska regija med Saharo in severnosudanskimi savanami na jugu), v subtropskih območjih vzhodne ter južne Afrike in v Arabiji. 

## Opis rastline
Je vednozelena rastlina s sočnim steblom in z odebeljenim bazalnim delom, zaradi česar oblika rastline spominja na bonsaj. V hladnem obdobju lahko listi tudi odpadejo. Zraste lahko do višine treh metrov. Cvetovi so rožnati do rdeči z belkasto notranjostjo, cevasti, do 5 cm dolgi, z navzven obrnjenimi petimi petalami. Plod je strok.

## Gojenje
Rastlina je zaradi svoje značilne oblike in lepega cvetja zelo popularna kot sobna lončnica. Potrebuje zelo svetlo mesto in zalivanje z enakim režimom kot pri kaktusih, kar pomeni, da se jih v poletni sezoni zaliva dvakrat mesečno, pozimi pa se zalivanje opusti. Prezimuje naj nad 10 stopinjami Celzija. 
Puščavska roža se razmnožuje generativno s semenom, vegetativno s potikanjem vejic in s cepljenjem. Potaknjenci ne oblikujejo tipičnega kaudeksa, cepijo pa se lepo cvetoči kultivarji na zadebeljeno steblo sejancev.

## Strupenost
Rastlina vsebuje zelo strupen sok, ki ga uporabljajo pripadniki plemen Akie in Hadza v Tanzaniji za zastrupljanje puščic, ki jih uporabljajo pri lovu. Sok vsebuje srčne glikozide, podobno kot sorodni oleandri. 